# 川島海荷のUMICAFE
『川島海荷のUMICAFE』(かわしまうみかのウミカフェ)は、JFN系列13局ネットで2013年4月1日から2015年3月30日まで放送されていたラジオ番組。

## 概要
川島海荷による、初めての冠レギュラーラジオ番組。

川島海荷が店長を務めるCAFEを想定した番組内で、FMならではの音楽情報コーナーや、リスナーからのメール紹介コーナー、お菓子作り大好き海荷のグルメコーナー、海荷のおしゃべりコーナーなど、川島海荷の魅力を存分に感じることのできるコーナーを展開していく。

タイトルの由来は、川島海荷自身がおしゃべりが大好きで、おしゃべりといえばCAFEだから。
また、メールのことを"オーダー"、ラジオネームを"CAFEネーム"を呼ぶ。

## コーナー
- 海荷のキラキラレシピ
料理の趣味を持つ川島海荷が、美味しい料理や最近作った料理などを紹介するコーナー。初回は川島海荷の得意料理ベスト3（3位 豆腐ハンバーグ、2位 グリーンカレー、1位 里芋の煮っ転がし）を発表した。

- うみこれワン・ツー・スリー
川島海荷の好きなものものランキングを発表するコーナー。初回は好きなラーメン店ワン・ツー・スリー(3位 阿夫利(渋谷)、2位 藤しろ(目黒)、1位 鷹流(高田馬場))を発表した。

- ファイトオーダー
受験に失敗した、バイト先で怒られたなど、思わず応援したくなるオーダーを応援するコーナー。ほぼ毎回実施。

- 綺羅星スイーツ
食べることが大好きな川島海荷がおいしいスイーツを試食するコーナー。

- すてきらジャパン
視聴者の自分の地元を自慢するコーナー。初回は青森県。

## ゲスト
- 小野恵令奈 - 第7回、第8回に出演。
- 吉井香奈恵(9nine) - 第9回、第10回に出演。
- 村田寛奈(9nine) - 第9回、第10回に出演。

## O.A.楽曲
- 第1回 (4月1日～ O.A.)
9nine 『colorful』
9nine 『桜、ゆれる』
いきものがかり 『てのひらの音』

- 第2回 (4月8日～ O.A.)
9nine 『CANDY』
One Direction 『Kiss You』
back number 『青い春』

- 第3回 (4月15日～ O.A.)
9nine 『One Kiss』
Ben Folds 『Zack And Sters』
植村花菜 『世界一ごはん』

- 第4回 (4月22日～ O.A.)
カーリー・レイ・ジェプセン 『コール・ミー・メイビー』
荒井由実 『やさしさに包まれたなら』
ナオト・インティライミ 『Hello』

- 第5回 (4月29日～ O.A.)
9nine 『colorful』
9nine 『Evolution No.9』
JUDY AND MARY 『散歩道』

- 第6回 (5月6日～ O.A.)
9nine 『Evolution No.9』
ミニー・リパートン 『Lovin' You』
ケラケラ 『スターラブレイション』

- 第7回 (5月13日～ O.A.)
9nine 『Evolution No.9』
ウエストライフ 『アップタウン・ガール』
スピッツ 『青い車』

- 第8回 (5月20日～ O.A.)
9nine 『3three』
小野恵令奈 『ファイティング☆ヒーロー』
9nine 『Evolution No.9』

- 第9回 (5月27日～ O.A.)
9nine 『Evolution No.9』
小野恵令奈 『ハッピーチューン』
小野恵令奈 『ファイティング☆ヒーロー』

- 第10回 (6月3日～ O.A.)
いきものがかり 『1 2 3 〜恋がはじまる〜』
9nine 『Evolution No.9』
9nine 『I am...』

## ネット局
25分版を放送する局では、3曲目の途中で降りコメントが挿入されたのちに終了となる。
下記のネット局表の遅れ日数はFMぐんまを基準としている。
| 放送地域 | 放送局         | 放送期間       | 放送日時           | 放送系列 | 備考                                     |
| -------- | -------------- | -------------- | ------------------ | -------- | ---------------------------------------- |
| 青森県   | FM青森         | 2013年4月1日 - | 日曜 6:25 - 6:55   | JFN系列  | 5日遅れ 2013年9月までは月曜20:30-20:55。 |
| 群馬県   | FMぐんま       | 2013年4月2日 - | 火曜 20:30 - 20:55 | JFN系列  |                                          |
| 滋賀県   | e-radio        | 2013年4月3日 - | 水曜 20:30 - 20:55 | JFN系列  | 1日遅れ                                  |
| 秋田県   | AFM            | 2013年4月4日 - | 木曜 18:30 - 18:55 | JFN系列  | 2日遅れ                                  |
| 山形県   | Rhythm Station | 2013年4月6日 - | 土曜 18:00 - 18:30 | JFN系列  | 4日遅れ                                  |
| 山口県   | FMY            | 2013年4月6日 - | 土曜 11:30 - 11:55 | JFN系列  | 4日遅れ                                  |
| 香川県   | FM香川         | 2013年4月6日 - | 土曜 20:25 - 20:55 | JFN系列  | 4日遅れ                                  |
| 宮崎県   | JOY FM         | ? -            | 土曜 28:30 - 29:00 | JFN系列  | 4日遅れ                                  |
| 徳島県   | FM徳島         | 2013年4月7日 - | 日曜 24:00 - 24:30 | JFN系列  | 5日遅れ                                  |

## 過去のネット局
| 放送地域 | 放送局                  | 放送期間                     | 放送日時           | 備考    |
| -------- | ----------------------- | ---------------------------- | ------------------ | ------- |
| 大阪府   | FM OSAKA                | 2013年4月2日 - 2013年9月24日 | 火曜 5:30 - 5:55   |         |
| 三重県   | レディオキューブ FM三重 | 2013年4月3日 - 2014年3月     | 水曜 20:30 - 20:55 | 1日遅れ |
| 長崎県   | エフエム長崎            | 2013年7月6日 - ?             | 土曜 19:00 - 19:30 | 4日遅れ |
| 福島県   | ふくしまFM              | 2013年4月7日 - ?             | 日曜 21:00 - 21:25 | 5日遅れ |
| 石川県   | HELLO FIVE              | 2013年4月7日 - ?             | 日曜 24:30 - 25:00 | 5日遅れ |